# Bette Midler Sings the Rosemary Clooney Songbook
Bette Midler Sings the Rosemary Clooney Songbook est un album de jazz, pop et country de la chanteuse américaine Bette Midler sorti en 2003 en hommage à la chanteuse de jazz Rosemary Clooney décédée en 2002.
Cet album, réalisé à l'initiative de Barry Manilow, reprend onze morceaux enregistrés entre 1951 et 1958 par Rosemary Clooney, l'une des meilleures chanteuses de jazz de l'époque.
Loué à sa sortie par la presse américaine et par la famille de Rosemary Clooney, l'album réalise la meilleure entrée de Bette Midler dans les charts américains depuis 13 ans. 

## Historique

### Contexte
Rosemary Clooney, décédée le 29 juin 2002 après une longue bataille contre le cancer du poumon, était non seulement la tante de l'acteur George Clooney,, mais elle était surtout l'une des meilleures chanteuses de jazz et de pop des années 1950, « une brillante interprète lyrique, avec un timing fin, un phrasé habile et intelligent ».
Bette Midler considère Rosemary Clooney comme « l'une des grandes voix américaines du siècle dernier, pleine de chaleur, de sincérité et de vérité. Son intonation était impeccable... elle rayonnait d'intelligence et de bonne humeur, et bon sang, elle savait swinguer ».

### Genèse de l'album
Sur cet album, Bette Midler et son ancien partenaire de piano Barry Manilow se réunissent en 2003 pour la première fois en plus de 30 ans pour célébrer Rosemary Clooney, qui était l'une de leurs idoles.
Selon Bette Midler, l'idée du projet est venue de Barry Manilow, le producteur et arrangeur de ses deux premiers albums, The Divine Miss M et Bette Midler, avec lequel elle n'a plus travaillé depuis 30 ans à cause de désaccords survenus au début des années 1970,,. 
Mais, malgré leurs désaccords, ils ont une chose en commun : leur amour pour Rosemary Clooney, dont ils étaient les amis et les admirateurs,.
Barry Manilow approche Bette Midler après avoir eu un rêve dans lequel cette dernière chantait les chansons de Rosemary Clooney dans un contexte des années 1950. Dans une interview à Billboard, il déclare : « Dans mon rêve, c'était les années 50, et Bette chantait des chansons de Rosemary Clooney. Bette et moi ne nous étions pas parlé depuis des années, mais j'ai décroché le téléphone et je lui ai dit que j'avais une idée pour un album d'hommage. Je savais que personne d'autre qu'elle ne pouvait le faire » : « Bette a été mon premier et unique choix ».
« Je ne m'attendais pas à ce qu'il retourne en studio avec moi », déclare Bette Midler : « Quand il a appelé, j'étais choquée et heureuse. L'album était un grand travail d'amour. Nous voulions vraiment lui rendre hommage ». « Le concept était absolument génial. J'aimais Rosemary. J'avais beaucoup de respect pour elle, et Barry me manquait ». « Barry a choisi des arrangeurs qui apporteraient quelque chose de nouveau au matériel, mais qui étaient aussi respectueux ».
Le projet tombe à pic pour Bette Middler qui s'était retrouvée pour la première fois sans contrat de disque, après trois décennies passées au sein du groupe Warner Records : alors qu'elle avait envisagé d'opter pour un label indépendant, Barry Manilow lui décroche un contrat avec Columbia Records et ils enregistrent rapidement l'album.

### Enregistrement et production
L'album Bette Midler Sings the Rosemary Clooney Songbook est enregistré  par l'ingénieur du son Bill Schnee assisté de Scott Erickson et Ryan Petrie aux Sony Music Studios à Culver City en Californie aux États-Unis, au studio The Hop à Studio City et aux Schnee Studios à North Hollywood, deux quartiers de la ville de Los Angeles,.
L'album est produit par Barry Manilow et Robbie Buchanan,,,.
Le mixage est effectué par Bill Schnee, et la mastérisation (matriçage) est réalisée par Doug Sax et Robert Hadley au Mastering Lab à Hollywood,.

### Publication
L'album sort le 30 septembre 2003,, en compact disc sur le label Columbia Records aux États-Unis et au Canada sous la référence CK 90350, ainsi qu'en Europe, en Australie et au Brésil sous la référence 5125062000,. Il sort la même année au Japon sur le label Sony Records sous la référence SICP 518.
Le CD est réédité en Europe en 2010 par Columbia.
Les deux notices du CD (liner notes) sont rédigées respectivement par Barry Manilow et par Bette Midler.
Le design de l'album est l'œuvre de Gail Marowitz et Ian Cuttler, tandis que la photographie est de Michael O'Neil (photo de Bette Midler sur la jaquette), Peter Fletcher (photo de Bette Midler et Barry Manilow) ainsi que Michael Ochs et Charles Peterson (photos de Rosemary Clooney),.
Le boîtier du CD porte un autocollant mentionnant « Bette Midler teams up with Barry Manilow for a loving musical tribute to Rosemary Clooney » (« Bette Midler s'associe à Barry Manilow pour rendre un hommage musical affectueux à Rosemary Clooney »).

### Classement
Le 18 octobre 2003, deux semaines après sa sortie, l'album entre dans les charts américains à la 14e position, la meilleure entrée de Bette Midler dans les charts en 13 ans,.
Il reste 5 semaines dans le Top 50.

### Nomination au Grammy Award
En janvier 2004, l'album est nommé pour un Grammy Award dans la catégorie du meilleur album vocal pop traditionnel, mais il se retrouve opposé dans cette catégorie à un véritable album de Rosemary Clooney, The Last Concert. 
Bette Midler, qui a remporté trois Grammys durant sa carrière dont celui de la meilleure nouvelle artiste, envisage alors de se retirer de la compétition et déclare au Boston Globe : « Je suis mortifiée. J'aimerais vraiment que Rosemary gagne ce Grammy. Je n'arrive pas à croire que je suis contre elle. Je vais envisager de me retirer. Je pense juste que ce serait mal vu si je gagnais. Vous savez, elle n'a jamais gagné un Grammy ». « Pourquoi donner un prix à un album d'hommage alors qu'on a l'original ? » demande-t-elle.
Elle en parle avec Barry Manilow et, sur sa suggestion, décide de donner le prix à la famille de Rosemary Clooney si elle gagne : « De toute sa carrière, Rosemary n'a jamais gagné de Grammy. Je voudrais que sa famille puisse l'avoir ».

## Accueil critique

### Accueil critique à la sortie de l'album en 2003
La presse américaine publie de nombreuses réactions positives à l'automne 2003, à l'époque de la sortie de l'album.
Jim Farber souligne dans le New York Daily News du 28 septembre 2003 que « Midler aborde les tubes des années 50 de la chanteuse légendaire, comme Come On-a My House et Mambo Italiano, avec un esprit et un zeste d'actrice. La fraîcheur se voit. Les arrangements sonnent contemporains sans paraître ringards. Et ils ont réussi le tour de force le plus crucial pour un tel projet : faire swinguer les chansons. ».
Le 1er octobre 2003, Nick Clooney, le frère de Rosemary, chante les louanges de l'album : « Il est formidable. Courez pour l'acheter, ne marchez pas. Bette et Barry ont choisi un large éventail de chansons de Rosemary. Évidemment, ils en ont choisi certaines qui étaient leurs préférées, mais ils n'ont pas négligé les plus grands succès de Rosemary. Le traitement grivois de Hey There par Bette aurait eu l'approbation totale de Rosemary. Et la façon dont elle a abordé This Ole House aurait rendu l'auteur de la chanson, Stuart Hamblen, très heureux. Comme je l'ai déjà souligné, M. Hamblen n'a jamais pensé que Rosemary lui avait donné la touche country qu'il avait imaginée. Bette donne à cet air folklorique toute la place qui lui revient. Tout au long de cet album, Bette a rendu un grand service à Rosemary et à nous tous en n'essayant pas de la copier. Franchement, personne ne peut le faire, de toute façon. Au lieu de cela, Bette est Bette, ce qui est tout à fait remarquable. Les arrangements sont uniformément excellents. Ils évoquent les originaux sans jamais les imiter. Comment gérer le duo Slow Boat to China avec Bing Crosby ? Il suffit de faire appel aux talents du producteur Barry Manilow. Comment gérer le duo Sisters avec notre sœur Betty Clooney ? Il suffit de faire appel aux talents de Linda Ronstadt. Dans l'ensemble, il s'agit d'une exposition merveilleusement satisfaisante des dons de Bette Midler, Barry Manilow, Linda Ronstadt et de nombreux musiciens de premier ordre, tous tirant leur chapeau au talent et à la vie de Rosemary Clooney ».
Pour Brian Newcomb, du St. Louis Post-Dispatch, « Bien que Manilow et Midler aient cherché à apporter de nouveaux arrangements, la majeure partie de Songbook met l'accent sur le son traditionnel pop-jazz big-band qui était le point fort de Clooney. Midler est respectueuse et parfois réservée dans ses interprétations solides de succès tels que This Ole House, Tenderly et Memories of You. Elle fait des duos avec Manilow, qui joue le rôle de Bing Crosby sur On a Slow Boat to China, et avec Linda Ronstadt sur Sisters. Mais c'est surtout Midler, qui minimise sa propre divinité de diva pour honorer la mémoire de Clooney, qui est servie au mieux sur le jazzy In the Cool, Cool, Cool of the Evening, Come On-a My House et le swing latin de Mambo Italiano. Songbook ne vous donnera pas votre dose de Clooney ou de Midler, mais c'est une belle collection. ».
Pour Chuck Taylor, dans la revue Billboard du 18 octobre 2003, l'album « va bien au-delà de la collection typiquement larmoyante de vieux tubes, en injectant de l'humour et du sarcasme dans une sélection astucieuse. Le rôle de production de l'arrangeur original de Midler, Barry Manilow (avec Robbie Buchanan) est essentiel, avec sa versatilité persuasive mise en valeur sur le luxuriant Tenderly, le dépouillement de l'ouverture de l'album et numéro un en 1952 You'll Never Know et le subtilement folklorique This Ole House. Mais le meilleur moment est le duo de Midler et Manilow On a Slow Boat to China (enregistré à l'origine par Rosemary Clooney et Bing Crosby), qui gambade comme au bon vieux temps - celui de Clooney et celui de Midler et Manilow ».
Pete Zorn, du site GayWired.com, écrit le 23 octobre 2003 que « L'amour que Midler et Manilow portent à Clooney est évident tout au long de l'album. Et, même si la plupart des fans de Miss M n'ont jamais entendu parler de la célèbre tante de George Clooney, cela n'a pas d'importance. Cette musique est intemporelle, et Midler s'est trouvé un autre album incroyable ».
Greg Morago, journaliste au Hartford Courant estime que « l'album hommage à Clooney s'avère être sacrément bon. Bette Midler Sings the Rosemary Clooney Songbook est un travail d'amour qui déborde d'appréciation pour les talents de l'une des chanteuses classiques du XXe siècle ». Pour lui l'album est « un enregistrement joyeux et touchant (parfois d'une beauté déchirante) qui réunit la chanteuse coquine avec son accompagnateur au piano et son directeur musical d'origine. Elle trouve un sens plus vrai à la chanson inédite This Ole House, en lui donnant une lecture country presque contemporaine. Elle montre qu'elle a une grande oreille pour l'époque avec On a Slow Boat to China et In the Cool, Cool, Cool of the Evening. De magnifiques nouveaux arrangements pour Hey There et Tenderly donnent aux classiques de Clooney un son frais et luxuriant, digne d'un film. Il reste à voir si Midler trouvera de l'or avec son Songbook. Mais l'écouter chanter White Christmas ne fait pas seulement revenir Clooney, il fait aussi pleurer, et à quand remonte la dernière fois qu'un album a fait cela ? ».
Pour Keith A. Joseph, du Cleveland Free Times, Bette Midler, qui n'a pas de pedigree en matière de jazz, « a réussi une sournoise subversion rétro en créant un album suffisamment chaleureux et nostalgique pour ravir les auditeurs de n'importe quelle station de radio pour geek et aussi, de manière assez coquine, pour plaire aux reines de l'ironie du piano-bar local ».
Le Chicago Sun-Times du 16 novembre 2003, sous la plume de Miriam Di Nunzio, est très élogieux : « Quel glorieux hommage rendu à une légende par une autre. Il n'y a pas un faux pas, car la voix très riche et très mûre de Midler prend fidèlement en charge certaines des mélodies les plus appréciées de Clooney de 1951 à 1958. Manilow ajoute sa voix à l'enjoué On a Slow Boat to China, qui illustre bien la capacité du duo dynamique à s'amuser avec une chanson et avec les sensibilités artistiques de l'autre. Rien ne peut arrêter Bette Midler lorsqu'elle arrive à Mambo Italiano, qui se déroule comme la partie sexy et jazzée qu'elle était censée être. Elle est un feu follet sur le duo big band de Sisters avec Linda Ronstadt. Et sa version intime et douce de White Christmas aurait fait fondre le cœur d'Irving Berlin. Bravo, Bette ! ».
Dans The Philippine Star, Baby A. Gil  souligne le 19 décembre 2003 que « Bette ne ressemble pas à Rosie, mais elle s'en approche. Elle rayonne de sincérité dans chaque mot et j'ai la chair de poule en écoutant les magnifiques chansons qu'ils ont choisi d'inclure dans l'album, chacune étant réarrangée et mixée à la perfection. Le seul reproche que je fais à cet album est qu'il n'y a que 11 morceaux. J'en veux plus. Je veux plus de chansons de Rosie chantées par Bette et produites par Barry et Robbie. Mais quand on pense à tout l'amour et le talent artistique qui ont été mis dans chaque chanson, je me dis que 11 est plus que suffisant. Je suis sûr que beaucoup d'entre vous vont l'apprécier ».
Pour T.L. Ponick, du Washington Post, « Miss Midler est une battante, et elle tient manifestement Miss Clooney en haute estime. Des voyelles étirées, richement mélodiques, une énonciation cristalline, des consonnes dures et des r du Midwest faisaient tous partie de l'arsenal de Clooney, et Miss Midler reproduit ces caractéristiques vocales avec une étonnante fidélité. Miss Midler fait un travail de qualité sur des ballades classiques comme Hey There et Tenderly. Cependant, elle est à son meilleur dans les chansons jazzy et entraînantes comme Come On-a My House, qui conserve les étranges riffs de clavecin de l'original, ainsi que Mambo Italiano, This Ole House et la sublimement idiote Sisters, où elle bénéficie de l'aide efficace de Linda Ronstadt. Le CD rétro révérencieux de Miss Midler recrée des jours révolus qui n'étaient pas aussi ternes et sans vie que le prétend l'histoire sociale tendancieuse des années 60 ».

### Accueil critique ultérieur
Le site AllMusic attribue 4 étoiles à l'album Bette Midler Sings the Rosemary Clooney Songbook. Le critique Matt Collar d'AllMusic souligne que « le personnage de Midler, blonde et courageuse et son style qui traverse les genres, ainsi que le mélange moderne de Mercer et Porter réalisé par Manilow, font que cet album fonctionne la plupart du temps. On retrouve la divine Miss M et "Mister Manila", comme Midler appelle affectueusement Manilow, retournant à leurs racines new-yorkaises des années 70 sur On a Slow Boat to China, une version solide et élégante de Sisters avec Linda Ronstadt dans le rôle de Betty Clooney, et une reprise bluegrass contemporaine de This Ole House ». Collar se montre par contre nettement plus critique envers les reprises de Come On-A My House et Mambo Italiano avant de conclure : « Néanmoins, Midler - qui peut porter une chanson grâce à sa seule personnalité - semble élégante et vivante ici, et les arrangements orchestraux de Manilow encadrent le tout avec l'éclat urbain de la nostalgie d'une époque - que ce soit les années 50 ou 70 - où un grand orchestre, une bonne chanson et une blonde avec une belle voix étaient tout ce dont vous aviez besoin pour passer un bon moment ».
En 2004, le Rolling Stone Album Guide attribue 3 étoiles à l'album.
Pour le site néerlandais muziekweb.nl, cet album « espérons-le, amènera une nouvelle génération à s'intéresser aux enregistrements de celle qui fut une grande chanteuse, avant qu'elle soit connue uniquement comme "la tante de George" ».

## Liste des morceaux
Les titres repris sur l'album ont été enregistrés initialement par Rosemary Clooney entre 1951 et 1958.
Bette Midler chante en duo avec le coproducteur de l'album Barry Manilow, qui interprète le rôle de Bing Crosby et joue du piano sur On a Slow Boat to China, et avec Linda Ronstadt qui joue le rôle de la sœur sur Sisters,,,, une chanson chantée initialement par Clooney dans le film White Christmas de 1954.
| 1.    | You'll Never Know                      | M. Gordon / Harry Warren           | 1:44 |
| 2.    | This Ole House                         | Stuart Hamblen                     | 3:02 |
| 3.    | On a Slow Boat to China                | Frank Loesser                      | 2:31 |
| 4.    | Hey There                              | Richard Adler / Jerry Ross         | 3:30 |
| 5.    | Tenderly                               | Walter Gross / Jack Lawrence       | 3:11 |
| 6.    | Come On-a My House                     | Ross Bagdasarian / William Saroyan | 1:50 |
| 7.    | Mambo Italiano                         | Bob Merrill                        | 2:50 |
| 8.    | Sisters                                | Irving Berlin                      | 2:53 |
| 9.    | Memories of You                        | Eubie Blake / Andy Razaf           | 3:20 |
| 10.   | In the Cool, Cool, Cool of the Evening | Hoagy Carmichael / Johnny Mercer   | 2:44 |
| 11.   | White Christmas                        | Irving Berlin                      | 3:16 |
| 30:51 |                                        |                                    |      |

## Musiciens
- Bette Midler : chant
- Barry Manilow : piano et chant sur On a Slow Boat to China
- Linda Ronstadt : chant sur Sisters
- Robbie Buchanan : claviers et basse sur Come On-a My House, piano, claviers et batterie sur Mambo Italiano, piano et célesta sur White Christmas
- Herb Pedersen : banjo sur This Ole House
- Kenny Blackwell : mandoline sur This Ole House
- Randy Waldman : clavecin sur Come On-a My House, piano sur Sisters
- Steve Welsh : piano
- Chuck Berghofer : contrebasse
- guitares : Dean Parks, George Doering, Michael Thompson
- batterie : Vinnie Colaiuta, Gregg Field
- orchestre dirigé par David Low